# Auto, skrzypce i pies Kleks
Auto, skrzypce i pies Kleks (ros. Автомобиль, скрипка и собака Клякса, Awtomobil, skripka i sobaka Klaksa) – radziecki film muzyczny (komedia) z 1974 roku w reżyserii Rołana Bykowa.

## Obsada
- Rołan Bykow jako dyrygent / głuchoniema staruszka / Leonid Łomakin
- Gieorgij Wicyn jako muzyk grający na banjo i gitarze
- Oleg Anofrijew jako muzyk grający na akordeonie i gitarze elektrycznej
- Nikołaj Grińko jako muzyk grający na kontrabasie / tata Olega
- Zinowij Gerdt jako muzyk grający na perkusji / dziadek Dawida / tata Dawida
- Aleksiej Smirnow jako muzyk grający na helikone / kucharz / mieszkaniec domu Ferdyczenko
- Michaił Kozakow jako muzyk grający na gitarze basowej i skrzypcach / kucharz
- Spartak Miszulin jako muzyk bez instrumentów / taksówkarz
- Natasza Tieniszczewa jako Anna Choroszajewa
- Galina Polskich jako matka Anny
- Sasza Czerniawski jako brat Anny
- Colak Wartazarian jako Dawid
- Marina Połbiencewa jako matka Dawida
- Aleksandr Żeromski jako wujek Saszy, policjant / kominiarz
- Andriej Gusiew jako Oleg Poczinkin
- Zoja Fiodorowa jako Anna Konstantynavna, babcia Olega